# Ladispoli
Ladispoli település Olaszországban, Lazio régióban, Róma megyében. Lakosainak száma 40 658 fő (2023. január 1.). Ladispoli Cerveteri és Fiumicino községekkel határos.

## Népesség
A település lakossága az elmúlt években az alábbi módon változott:
| Lakosok száma | 41 174 | 41 604 | 40 658 |
|               | 2017   | 2018   | 2023   |